# William Forbes Skene
William Forbes Skene (7 juin 1809 – 29 août 1892), historien  et collectionneur d'antiquités écossais, est le second fils  James Skene (1775–1864), de  Rubislaw, près d’Aberdeen, un ami de Walter Scott.[Quoi ?]

## Biographie
William Forbes Skene fait ses études à l’académie d’Édimbourg puis à l’université de St Andrews où il se découvre un intérêt particulier pour l’étude de la  littérature et la philologie celtique. En 1832 il devient « Writer to the Signet (WS) »  et peu après il obtient une nomination officielle au département des lois  de la  Court of Session fonction qu’il exerce jusqu’en 1865.
Très tôt il s’intéresse à l’histoire et aux antiquités des Highlands écossais, ce qui lui permet de publier son premier travail dès 1837 The Highlanders of Scotland, their Origin, History and Antiquities.
En 1847 pendant la « famine de la pomme de terre dans les Highlands »  il est nommé secrétaire de la commission centrale pour les secours aux Highlands. Cette fonction lui permet de travailler avec sir Charles Trevelyan secrétaire adjoint au Trésor.
Sa grande œuvre demeure la somme connue sous le titre Celtic Scotland, a History of Ancient Alban (5 volumes., Édimbourg, 1876-1880) qui est sans doute la plus importante contribution à l’histoire de l’Écosse publiée au XIXe siècle, En 1879 il est fait « Doctor of Civil Law » (docteur en droit civil) de l’université d’Oxford et en 1881 « historiographe royal » pour l’Écosse. Il meurt à Édimbourg le 29 août 1892.
L'un des plus sévères critiques de William Skene a été le philologue écossais Alexander MacBain.

## Publications
Les autres publications les plus importantes de  William Skene sont :
- Chronicles of the Picts and Scots (Édimbourg, 1867) ;
- Four Ancient Books of Wales (Édimbourg, 1868) ;
- Essay on the Coronation Stone of Scone (Édimbourg, 1869) ;
- John of Fordun's Chronica genus Scotorum (Édimbourg, 1871–1872) ;
- Adomnán's Vita S. Columbae (Édimbourg, 1874) ;
- Memorials of the Family of Skene of Skene (Aberdeen, 1887).

### Rééditions
- (en) William Forbes Skene Chronicles Of The Picts, Chronicles Of The Scots, And Other Early Memorials Of Scottish History. H.M General Register House (Édimbourg, 1867) Reprint par Kessinger Publishings's (2007) p. 499  (ISBN 1432551051).
- (en) William Forbes Skene Celtic Scotland, volume I : History and Ethnology. Seconde édition, David Douglas (Édimbourg,1886) Reprint par Forgotten Books Classic Reprint Series (mars 2010)  (ISBN 978-144008053-1) p. 509.
- (en) William Forbes Skene Celtic Scotland, volume II : Church and Culture. Seconde édition, David Douglas (Édimbourg, 1877) Reprint par Forgotten Books Classic Reprint Series (mars 2010)  (ISBN 978-1440082740) p. 544.
- (en) William Forbes Skene Celtic Scotland, volume III : Land and People. Seconde édition, David Douglas (Édimbourg, 1890) Reprint par Forgotten Books Classic Reprint Series (juin 2010)   (ISBN 978-144005510-2) p. 532.
- (en) William Forbes Skene John of Fordun's Chronicle of the Scottish nation (réédition abrégée) Éditeur : CreateSpace Independent Publishing Platform (décembre 2014)  (ISBN 9781505382860) p. 460 .